# Skärva herrgård
Skärva herrgård är det lantställe, som skeppsbyggaren Fredrik Henrik af Chapman lät uppföra på fastlandet, strax nordväst om Karlskrona och öster om Nättraby.
Herrgården uppfördes efter ritningar av Carl August Ehrensvärd.
Den ingår också i världsarvet Örlogsstaden Karlskrona, ligger inom Skärva naturreservat, och är privatägd.

## Historia

### af Chapman (1784–1806)

Fredrik Henrik af Chapman

Bakom projektet stod Gustav III som beordrat af Chapman att flytta till Karlskrona för att utveckla en uppbyggnad av rikets flotta. Skärva var således också en betydelsefull arbetsplats och i parken fanns en bassäng där hydrodynamiska experiment kunde utprovas inom skeppsbyggnadskonsten. 
När skeppsbyggaren Fredrik Henrik af Chapman var 64 år gammal beslöt han att bygga sig en lantgård strax utanför staden. Detta var vanligt i de högre stånden på den här tiden och runt Karlskrona ligger flera sådana herrgårdar. År 1785 köpte han delar av byn Skärva och för ritningar till bygget tog han hjälp av sin nära vän Carl August Ehrensvärd, överamiral, konstnär och arkitekt. Ehrensvärd medförde inspiration från sin italienresa medan kronan bidrog med material och arbetskraft. Byggnaden stod klar 1786 som en så kallad "bondestuga" eller sydsvensk ryggåsstuga med rödtjärade väggar och torvtak. Senare[när?] lät Chapman bygga om stugan till dess nuvarande originella utseende med klassicistiska stildrag. För ingången restes en stram portik med fyra doriska kolonner som bär upp en fronton och huset har beskrivits som "en korsning av grekiskt tempel, italiensk kupolkyrka och blekingsk ryggåsstuga"[källa behövs]. Huset består av fem mindre sammanbyggda längor som bildar ett H. Den centrala byggnadskroppen är krönt med en lanternin. 
Fredrik Henrik af Chapman bodde på Skärva fram till 1806 då han sålde fastigheten. 

### Johan Humble (1806–1830)
Näste ägare blev köpmannen Johan Humble och därefter familjen Christersson, sedermera Christiernin. 

### Familjen Wachtmeister (1863–1999)

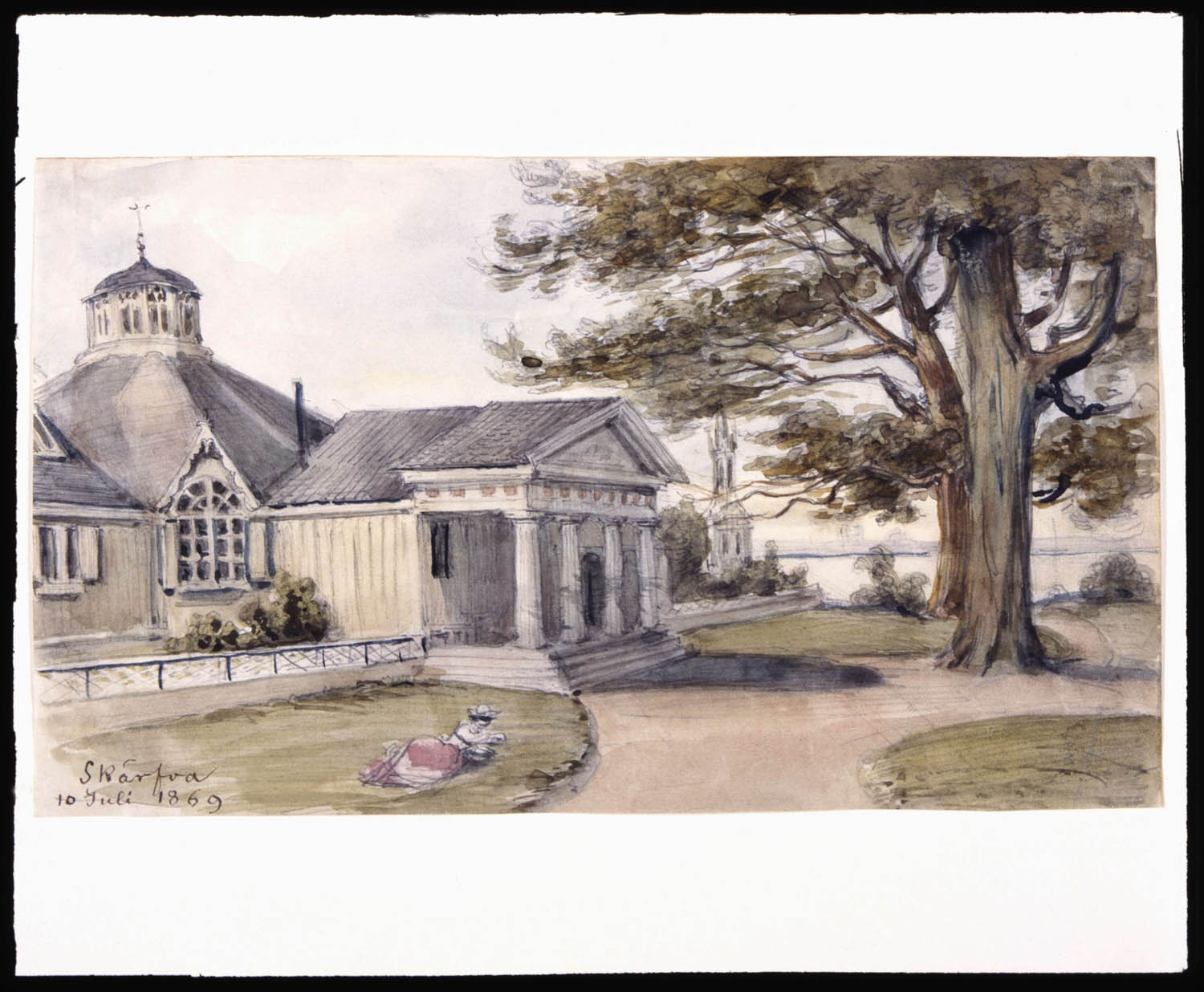
Skärva herrgård av Fritz von Dardel, 1869.

År 1863 köptes godset av Hans Hansson Wachtmeister, varefter herrgården fick bli bostad åt hans mor, grevinnan Agathe Wachtmeister, född Wrede af Elimä. Huset försågs nu med gulmålad panel, fönsterluckorna målades vita och taket fick tegelpannor. 
Herrgården blev ett byggnadsminne 1975.
Gården ägs sedan 2014 av Henry Nold.

### Branden 2024
Herrgården eldhärjades den 29 december 2024 och delar av byggnaden totalförstördes.

## Interiör
Söder om huvudentrén låg Chapmans privata bostad och längst i söder inrymdes ett kinesiskt kabinett där det fram till 2013 hängde ett hundratal akvareller på kinesiska djonker. Ovanpå finns ett mindre rum som nås via en smal trappa. Det är Chapmans arbetskammare vars inredningen är inspirerat av havet och liknar en liten kajuta och härifrån kunde han se ända in till örlogsstaden på andra sidan Danmarksfjärden. Mitt i huset är den oktava kupolsalen som är en variant av Pantheon i Rom. Ljus strömmar in från de bågformade sidofönstren och takets inglasade lanternin, som på Chapmans tid lyste upp hans stora arbetsbord med olika fartygsmodeller. Med på ett hörn är också Sergels byst av Gustav III som en finansiär påminnelse. I husets norra del har det funnits bostäder för tjänstefolket och här låg också ekonomiutrymmen, medan själva köket låg i husets mitt. Under 1860-talets ombyggnad gjordes hela östra- samt mittersta delen om till bostad.

## Övriga byggnader

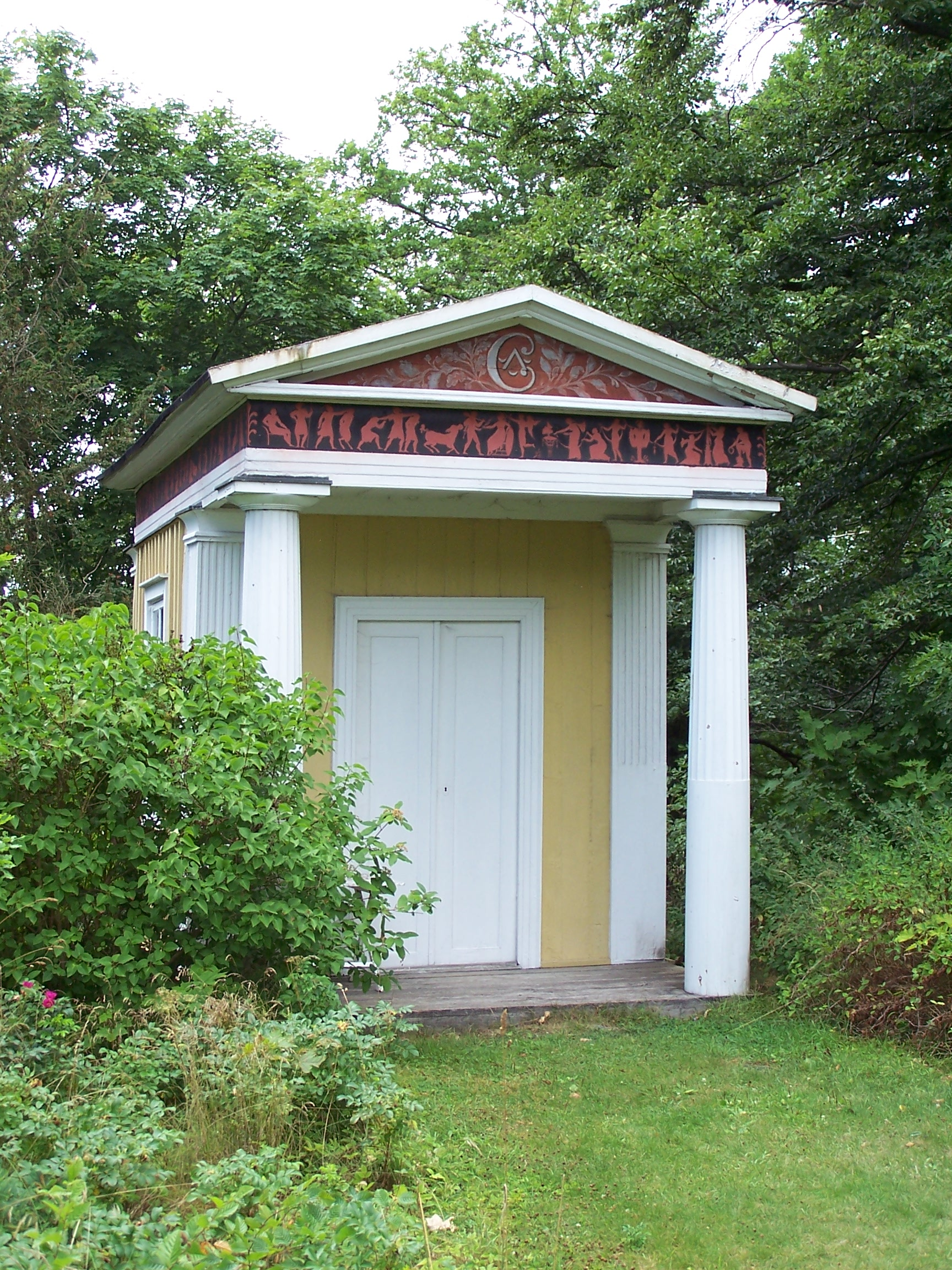
Dianatemplet

Lusthuset, kallat Dianatemplet, är inspirerat av antikens tempel. Ritningarna finns bevarade på Nationalmuseum.
Klocktornet i gotisk stil uppfördes 1790. Det är ett av de första exemplen på svensk nygotik . Nere vid stranden står ett badhus och i parken har en eremitgrotta för enskilt tänkande tidigare funnits, men den så kallade "Mossgrottan" är nu sen länge borta. 
Närmast huvudbyggnaden är en engelsk park och bakom i en lummig backe på havssidan, finns Chapmans tilltänkta gravkammare, en murad krypta som han dock aldrig vilade i eftersom han sålde Skärva två år före sin död. Utrymmet bakom de grova stenblocken har nu istället blivit en fredad bostad för svarta snokar. 

### Fredrik Henrik af Chapmans grav

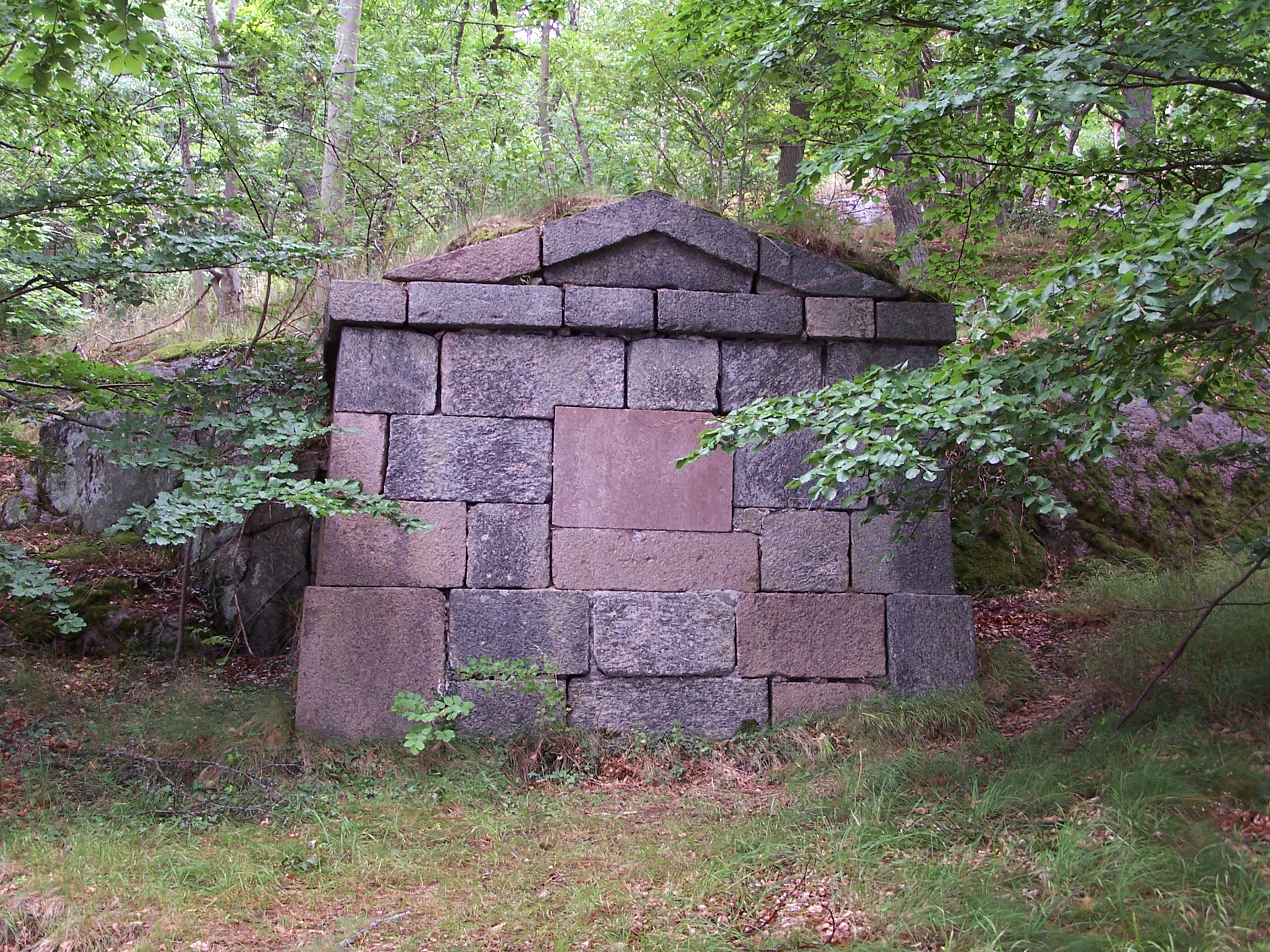
af Chapmans grav

I början av 1790-talet lät Chapman ta fram olika förslag på en gravkammare och 1795 hade han bestämt sig för att uppföra en enkel sådan i sluttningen ned mot havet. Härifrån syntes Karlskrona bortom fjärdens horisont. Chapman sålde sedermera Skärva 1806 och kom att begravas på Augerums kyrkogård.

## Ägarlängd
- Cecilia Skröder, f Wachtmeister, g. m. Thomas Skröder 1999-2013.
- Henry Nold, från Darmstadt i Tyskland, 2013.

## Galleri

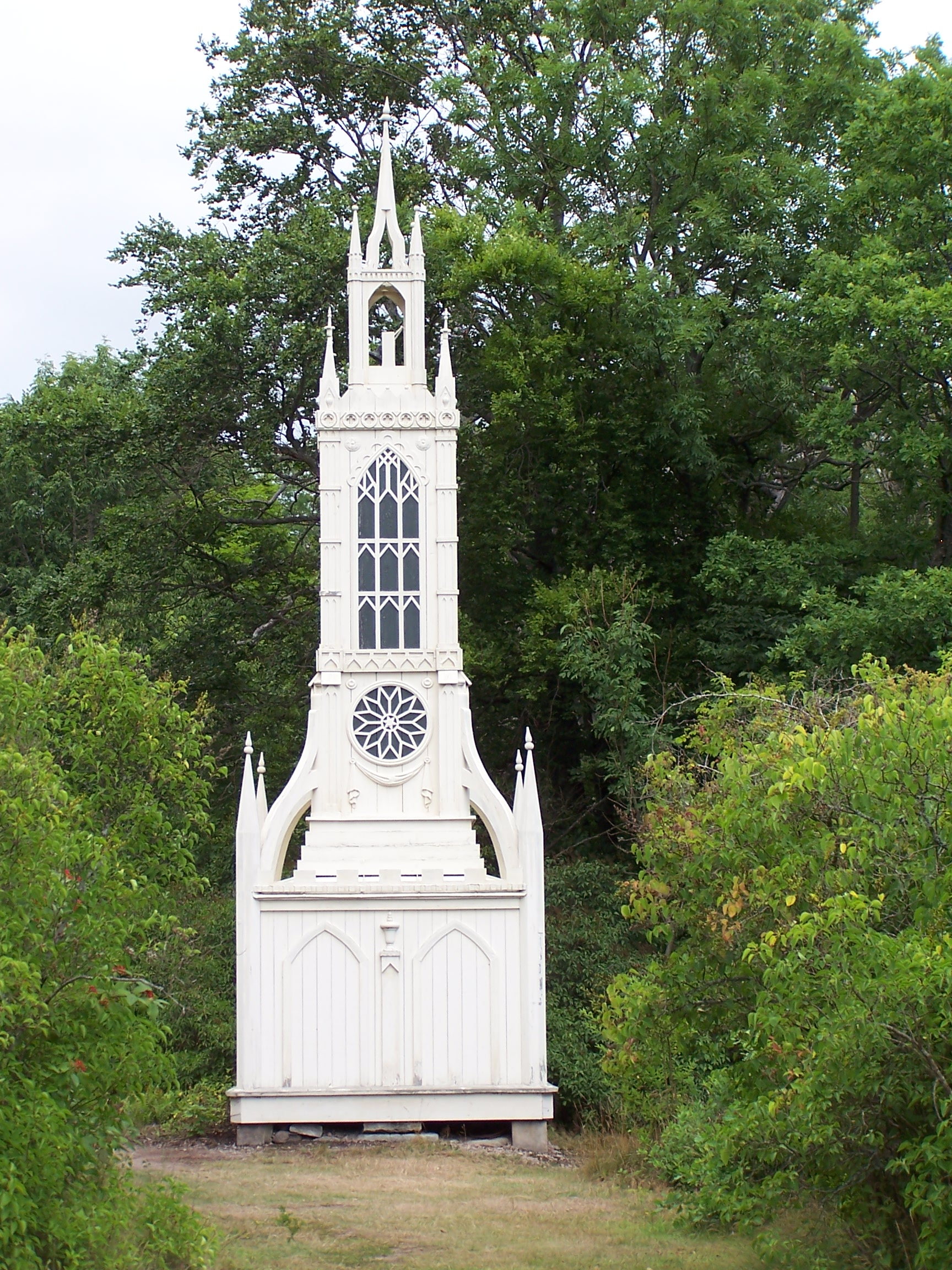
Klocktornet
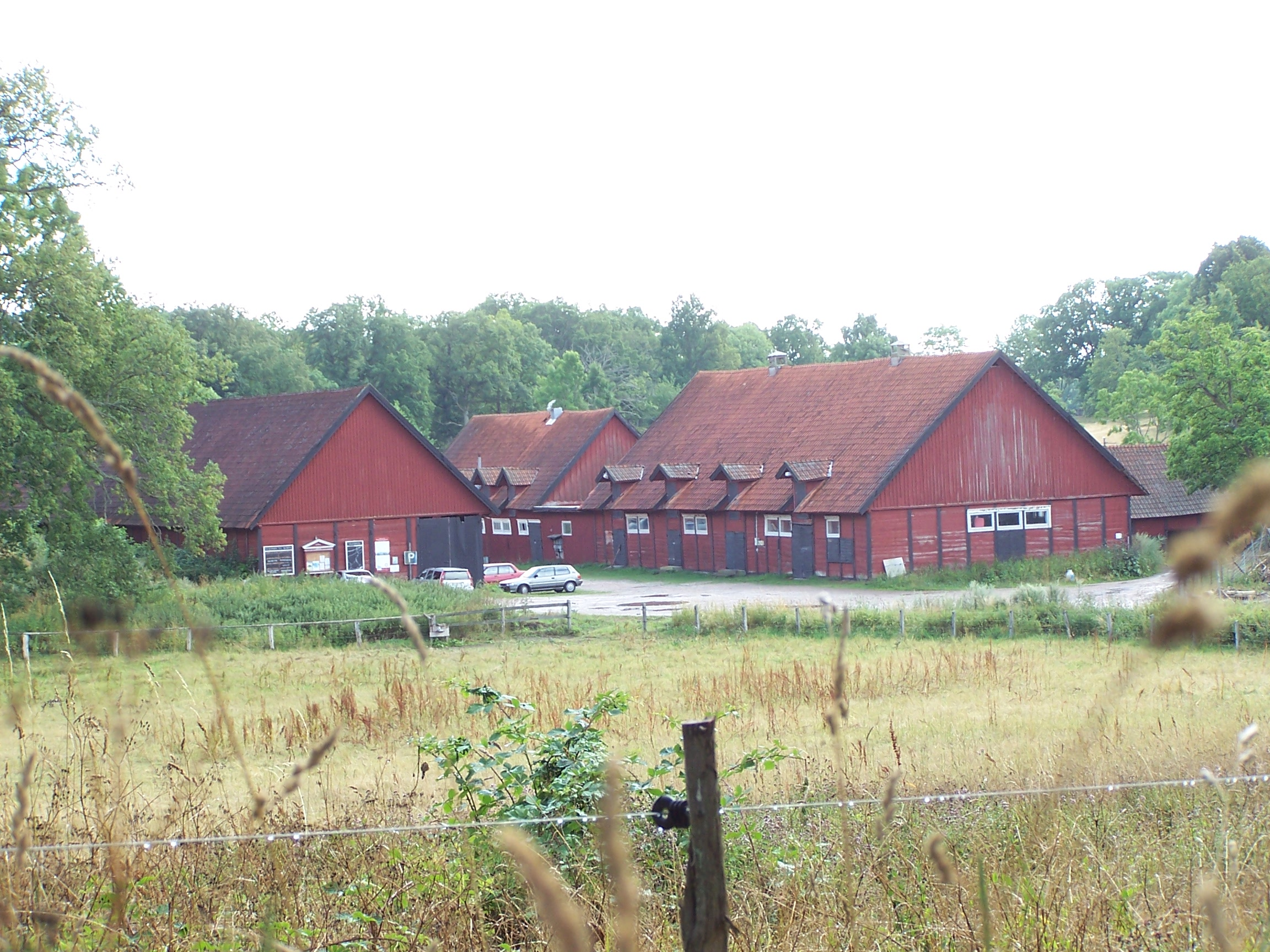
Skärvas ladugårdar
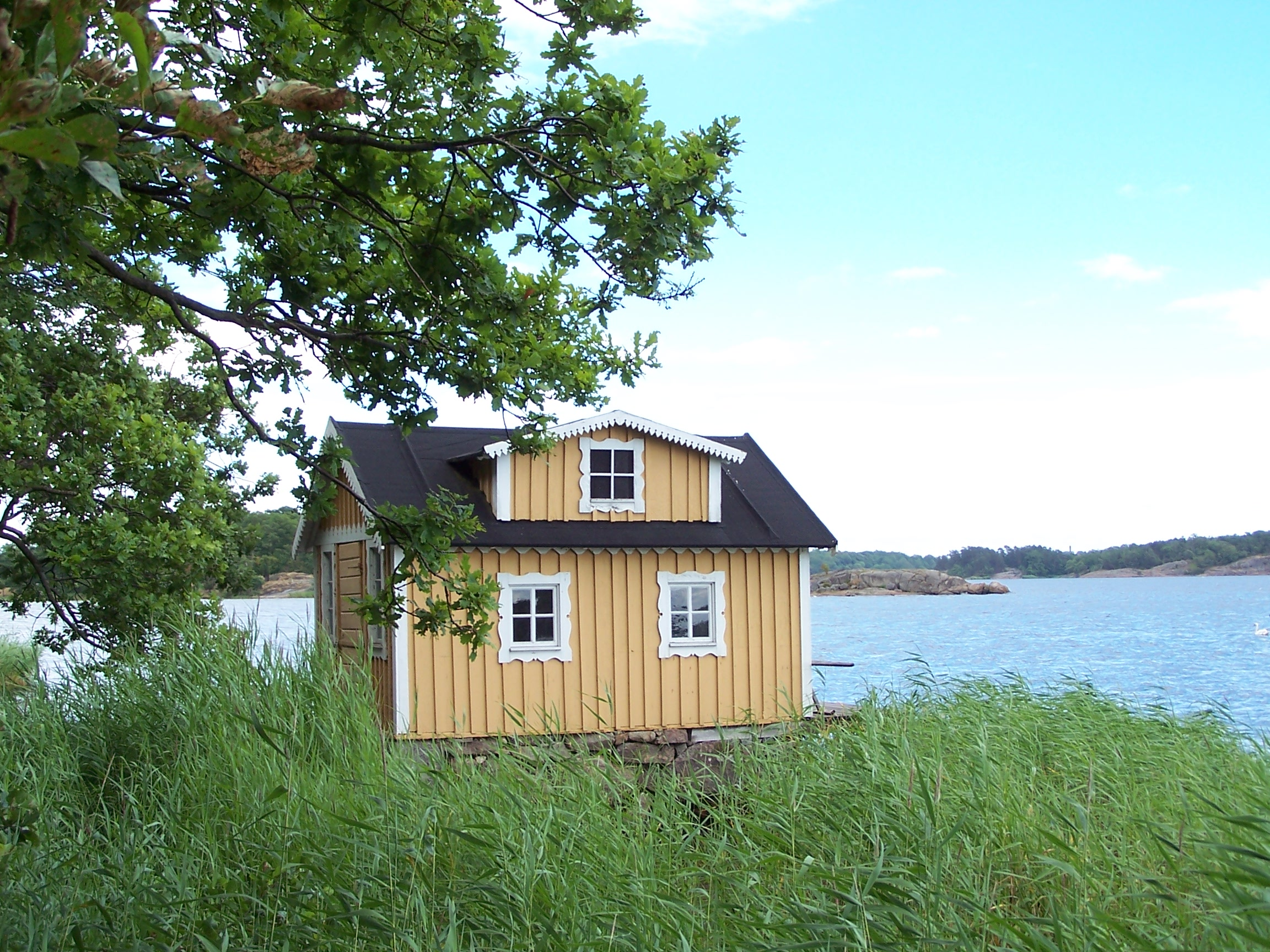
Badhuset vid stranden

## Hamnen

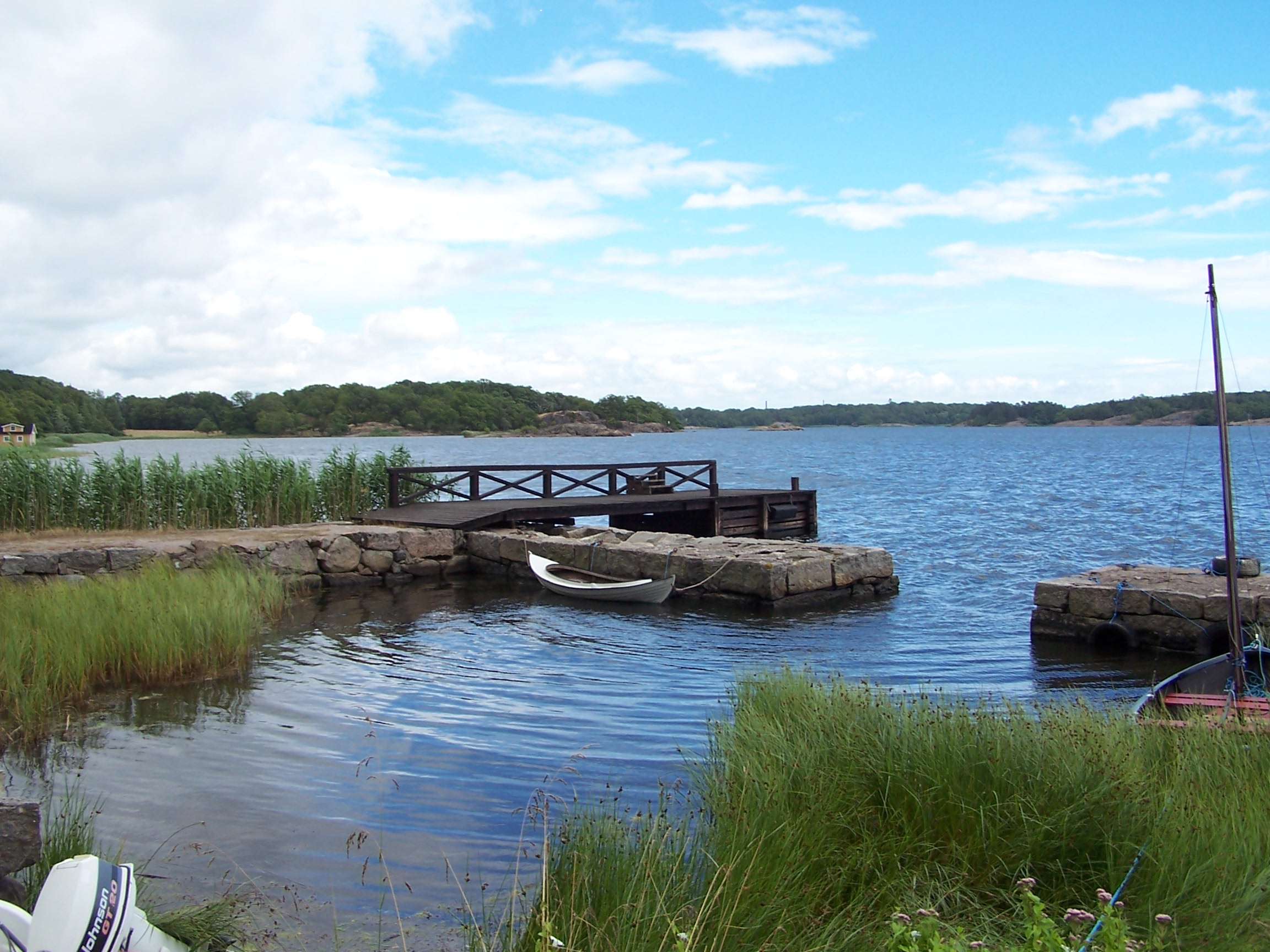
Den lilla hamnen i Skärva

Från hamnen utskeppades förr gårdens produkter till försäljning i staden.